# Ödön Tersztyánszky
Ödön Tersztyánszky (n. 6 martie 1890, Csákvár, Țările Coroanei Sfântului Ștefan, Ungaria – d. 21 iunie 1929, Budapesta, Regatul Ungariei) a fost un scrimer maghiar care a practicat floreta și sabia. A fost dublu campion olimpic la sabie atât la individual, cât și pe echipe, la Jocurile Olimpice de vară din 1928.

## Carieră
Era un om cultivat, care vorbea franceză, germană și rusă. A tradus poemele lui Heine și a scris un eseu despre psihologia unui personaj lui Dostoievski. Ofițer de profesie, a luptat pe frontul rus în Primul Război Mondial. Fiind luat prizonier de ruși și dus în lagărul de prizonieri din Siberia, a reușit să evadeze. Totuși, a fost rănit la bratul drept și a trebuit să învețe să scrie și să tragă cu mâna stângă.
A participat la Jocurile Olimpice din 1924 de la Paris, unde a obținut o medalie de bronz la floretă pe echipe și o medalie de argint la sabie pe echipe. Patru ani mai târziu a fost laureat cu aur la sabie individual, după ce l-a învins pe colegul său de lot Attila Petschauer.
A murit într-un accident de motocicletă după un exercițiu militar, pe drumul spre Solymár.